# 血染天堂
《血染天堂》（英語：Haven）是2004年的劇情片，故事發生在英國開曼群島。該片於2004年在多伦多国际电影节首映。本片由開曼群島本土導演法蘭克·佛羅奧斯執導與編劇，並且全程在加勒比地區總面積約260平方公里的島嶼拍攝。2006年9月15日於美國部分戲院上映。演員包括奧蘭多·布魯、柔伊·莎達娜、維克托·拉蘇克和比爾‧帕克斯頓。

## 故事大綱
《血染天堂》是描述在島上原本彼此沒有關聯的人，卻因為一連串的連鎖效應導致小事件最後轉變為混亂 。
電影的標語是“當天堂毀滅時，愛能不能存在？”

## 情节
卡爾·雷德利（比爾‧帕克斯頓飾）是一個利慾薰心的商人，他帶著他的女兒皮帕·里德莉（安尼斯·布魯克納 飾）躲避政府的查緝。他們從迈阿密开搬家到開曼群岛，而皮帕對於要搬家這件事不是很高興，因為她必須離開她的朋友，還有她所熟悉的環境。
到達開曼群島後，雷德利急著想處理金錢問題。雷德利貪汙政府的財產，各銀行開始迅速封鎖交易，而他必須趕快找到地方洗錢。同時皮帕·里德莉發現弗里茨（維克托・拉蘇克飾演）睡在她的床上，弗里茨發現房子的主人回來從忙翻窗逃跑，但不小心遺落了他的皮夾。後來在海灘上，皮帕把皮夾還給弗里茨，雖然弗里茨荒腔走板的可笑行徑，兩人還是成了朋友。
弗里茨迫不及待地向皮帕介紹開曼頓島，還有島上瘋狂的派對。 但是弗里茨欠了島上黑幫老大錢瑞奇（拉薩克·阿都提飾演）許多錢，而弗里茨意外偷窺到皮帕的父親雷德利在床下藏了大筆現金，還把許多鈔票綁在身上，弗里茨因此動起了歪腦筋。皮帕對此毫無所知，她無意之中害她父親陷入比之前更大的麻煩。
另外同時進行的劇情，是關於希艾（奧蘭多布魯姆飾演），希艾是土生土長的開曼人，他愛上安德里雅（柔伊·莎達娜 飾演），安德里雅的父親是在島上非常有影響力的人，同時也是希艾的老闆。但不知為何，安德里雅的哥哥哈默（安東尼·麥基 飾演）非常看不起希艾。為了偷偷地談戀愛，希艾去安德里雅她家時，都會叫他好朋友齊默（姆波·可霍 飾演 ）把風，防止被安德里雅他爸抓到兩人暗中約會。安德里雅生日當天希艾去安德里雅她家，兩人發生關係，但把風的齊默卻不小心睡著了，希艾倉皇地爬出窗外，但還是被哈默看到。哈默認為希艾害她妹妹失去貞操，為了報復希艾，哈默用硫酸攻擊希艾，造成希艾永久毀容，而哈默則被判四個月有期徒刑。
由於身體和心靈上的創傷，希艾離群索居。 安德里雅有點崩潰並開始沉迷毒品與性愛。 派翠克（李·英格利拜  飾演）是希艾的朋友，也是艾倫的兒子（艾倫是雷德利的律師）。派翠克帶希艾進黑幫老大瑞奇的派對裡找安德里雅，卻目睹安德里雅跟一個陌生人發生關係，希艾對安德里雅跟別人上床這個事實感到十分噁心,他衝出派對在前院嘔吐。 安德里雅追了出來，但希艾發現她正因為毒品的作用,而處於一種病態的興奮狀態，所以他甩開了安德里雅。哈默撞見希艾後又揍了他，派翠克把希艾從哈默手中救了出來，他把希艾扶到街道上喘口氣，而哈默同時還在不停地咒罵希艾，威脅他離安德里雅遠一點。
同時，在派對的另一頭，弗里茨正在搭訕幾個磕了藥的女孩，錢瑞奇的手下找到弗里茨並把他押去見老大。吸食大麻後的副作用讓皮帕感到心情低落，她找到弗里茨，要求弗里茨載她回家。弗里茨方才向錢瑞奇獻計去皮帕家行竊，所以他不敢載皮帕回家，而是帶她到史達林先生的遊艇上。當他們坐在別人的快艇裡時，警報突然響了。警方快速趕來並逮捕他們。皮帕被帶去警局，而弗里茨則被帶去洗衣店,地頭條子給弗里茨狠狠地訓話, 然後又因為弗里茨老是惹麻煩揍他。
被打後，希艾帶槍枝回派對找哈默。派對上狂歡的群眾,因為希艾鳴槍而逃的一乾二淨，希艾把哈默堵在牆角，他控訴哈默把安德里雅的生活弄得一團糟。 他說他會留下哈默的性命，讓哈默自己看看，這個哥哥把他妹妹搞成什麼鬼樣子。哈默嗆他說，他寧可讓安德里雅當個妓女，也不願意讓他妹妹和希艾在一起。希艾被激怒，他衝動下扣動了板機。他殺了哈默,但也被自己殺人的事實嚇到。
幾小時候，安德里雅求派翠克帶她去找希艾, 派翠克很反感這個女人，他嫌棄地把安德里雅趕下車,但還是告訴她：「希艾在海邊的甲板上」。安德里雅找到希艾,她告訴希艾：「無論別人怎麼看她,她還是愛他。」但當希艾向她坦白:他殺了她的兄長後，安德里雅嫌惡地離開,還在匆忙間把她的鞋子弄掉了。
隔天早上，艾倫和雷德利一起去了警局，但雷德利這時才意識到，他被他的律師艾倫背叛了。他被FBI拘留，而艾倫則趁機跑去雷德利家中想獨吞贓款，但他只找到裝著貝殼、沙子的袋子。皮帕在自己的公寓內的床墊下發現了那筆巨款。
結尾，安德里雅與她的父親為哈默準備喪禮，齊默安慰著希艾的母親。而希艾坐在的甲板上，他坐在當初與女主角分離的地方。最後，希艾跳上他的小船切斷繩索，然後發動引擎開船離開，並把作為凶器的槍扔進海裡，槍枝慢慢沉入海裡。

## 演員
- 奧蘭多·布魯 飾演 希艾[4][5]
- 柔伊·莎達娜 飾演 安德里雅
- 維克托·拉蘇克（英语：Victor_Rasuk） 飾演 弗里茨
- 比爾·派斯頓 飾演 卡爾·雷德利
- 史帝芬·迪蘭 飾演 艾倫先生
- 拉薩克·阿都提（英语：Razaaq_Adoti） 飾演 錢瑞奇
- 安尼斯·布魯克納（英语：Agnes_Bruckner） 飾演 皮帕帕·里德莉
- 喬伊·布蘭特（英语：Joy Bryant） 飾演 熙菈
- 鮑比·坎納瓦爾 飾演 陸軍中尉
- 李·英格利拜 飾演 派翠克
- 安東尼·麥基 飾演 哈默
- 莎拉·卡特 飾演 香奈兒
- 奇馬尼馬利（英语：Ky-Mani_Marley） 飾演 浸禮者約翰
- 傑克·韋伯 飾演 島上警察
- 姆波·可霍（英语：Mpho_Koaho） 飾演 齊默

## 反響
在美國上映首周獲得38,355美元的票房，在網路電影資料庫6050位評價中獲得5.9分(滿分10分)，而在metacritic上19位評價中獲得37分。